# René Gertz
René Ernaini Gertz (Santa Rosa, 10 de fevereiro de 1949) é um historiador e professor universitário brasileiro aposentado. 
É especialista em nazismo no Brasil, integralismo, imigração e Era Vargas. Ex-professor na Universidade Federal do Rio Grande do Sul (UFRGS) e na Pontifícia Universidade Católica do Rio Grande do Sul (PUCRS); atualmente está aposentado. É licenciado em História pela Universidade do Vale do Rio dos Sinos (Unisinos), cursou mestrado em Ciência Política pela UFRGS e doutorado pela Universidade Livre de Berlim.